# Ordinat
Ordinaten, ofte betegnet {\displaystyle y}, er andenkoordinaten i et (todimensionalt) koordinatsystem, hvor førstekoordinaten betegnes abscissen.
Ordinataksen er almindeligvis lodret.
At betegne y-aksen (ordinataksen) i et koordinatsystem som "ordinaten" er en udbredt, men mindre korrekt sprogbrug.
Imidlertid omtales et punkts x- og y-værdi ofte som hhv. punktets første- og andenkoordinat.

## Jagt
I jagtterminologi er ordinaten afstanden målt i centimeter mellem mundingslinie og kuglebane.